# The Sims 3: Leszáll az éj
A The Sims 3: Leszáll az éj (eredeti címén The Sims 3: Late Night) egy játékkiegészítő csomag a The Sims 3 életszimulátor-játékhoz. 2010. október 26-án jelent meg az Egyesült Államokban és október 28-án Európában. A kiegészítőben található újdonságok: apartmanok, disco, büfékocsi, ruhák, hírességek (kitaláltak). A kiegészítő egy új játékteret is behoz a játékba, Bridgeportot, ami egy New York-méretű nagyváros.

## Zenék
A kiegészítőben hallható zeneszámok:
- Dr. Dre – Under Pressure
- 3OH!3 – Double Vision
- Bryan Rice – There for You
- Chiddy Bang – Here We Go
- Electrolightz – Miss Outta Control
- Eliza Doolittle – Rollerblades
- Foxy Shazam – Unstoppable
- Hadag Nahash – Lo Maspik
- Hadouken! – M.A.D.
- Jessica Mauboy – Saturday Night
- Junkie XL – Live Wired
- Kelis – Brave
- Kelly Rowland – Rose Colored Glasses
- King Fantastic – All Black Ying Yang (The Party Song)
- My Chemical Romance – Na Na Na (Na Na Na Na Na Na Na Na Na)
- Nikki & Rich – Next Best Thing
- The Ready Set – More Than Alive
- Soulja Boy – Speakers Going Hammer
- Travie McCoy – Need You